# Делястовиці
Делястовиці (пол. Delastowice) — село в Польщі, у гміні Щуцин Домбровського повіту Малопольського воєводства.
Населення — 276 осіб (2011).
У 1975-1998 роках село належало до Тарновського воєводства.

## Демографія
Демографічна структура станом на 31 березня 2011 року:
|          | Загалом | Допрацездатний вік | Працездатний вік | Постпрацездатний вік |
| -------- | ------- | ------------------ | ---------------- | -------------------- |
| Чоловіки | 125     | 26                 | 84               | 15                   |
| Жінки    | 151     | 21                 | 83               | 47                   |
| Разом    | 276     | 47                 | 167              | 62                   |